# Robertinho Brant
Roberto Lúcio Rocha Brant Filho (Belo Horizonte, 13 de agosto de 1967), mais conhecido como Robertinho Brant, é um compositor, arranjador e produtor musical brasileiro.
Como compositor já teve canções gravadas por Seu Jorge, Bebel Gilberto, Lô Borges, Marina Machado, Tadeu Franco e Leo Minax, e parcerias com Fernando Brant, Márcio Borges, Murilo Antunes e Chico Amaral. Como produtor musical, produziu discos de Vander Lee, Eugénia Melo e Castro, Chico Amaral e Marina Machado. Robertinho Brant é sobrinho do compositor Fernando Brant.

## Biografia

### Iniciação Musical
Filho de Roberto Lúcio Rocha Brant, ex-político brasileiro, e Ana Maria Amorim Brant, Robertinho Brant cresceu influenciado pelo pai, que tinha o costume de escutar Burt Bacharach, Simon & Garfunkel, Beatles e a música popular brasileira, especialmente a mineira. O tio Fernando Brant e o Clube da Esquina foram presenças constantes durante sua infância com reuniões musicais na casa de seus avós.
Aos 15 anos estudou música na Música de Minas Escola Livre, fundada por Wagner Tiso e Milton Nascimento em Belo Horizonte. Em meados da década de 80, após 2 anos de estudos iniciou sua carreira musical como músico tocando em diversas casas de shows de Belo Horizonte, incluindo o Cabaré Mineiro. Em 1984, integrou o grupo Candeia ao lado de Flávio Henrique, Serginho Silva e André “Limão” Queiroz.
Em 1986, aos 18 anos, participou do Seminário de Música Instrumental Brasileira em Ouro Preto, que teve presença de Dori Caymmi, Hermeto Pascoal, Arthur Maia, Zimbo Trio entre outros, exercendo grande influência em sua formação musical.

### Trajetória Profissional
No ano de 1993 gravou seu primeiro disco solo, Lugares, com produção de Juarez Moreira e Fernando Brant. O disco teve participações de Milton Nascimento, Beto Guedes, Toninho Horta, Nivaldo Ornelas, Jaques Morelenbaum e Boca Livre, e foi lançado em 1994 pelo selo Quilombo Música e distribuído pela Warner, no Brasil e em várias partes do mundo.
Em 1996, criou o projeto UZ22, com o objetivo de gravar discos com versões instrumentais, produzidas e arranjadas por ele, de artistas da música popular brasileira. O primeiro álbum do UZ22 Renascimento, com músicas de Milton Nascimento, foi lançado em 1998 pelo selo Malandro Records.
Em 1999, montou junto com Tattá Spalla uma banda de folk rock chamada Armazen, sendo além de guitarrista, responsável pelas letras e produção musical da banda. O Armazen encerrou suas atividades em 2004.
Em 2002, Robertinho Brant teve as músicas Fiore de La Città e Una Mujer gravadas por Seu Jorge, no disco Cru com lançamento no mundo inteiro. Suas composições receberam elogios do crítico musical Ben Ratliff do jornal The New York Times. Além disso participou do disco nos vocais, violão e arranjos.
A partir de 2003, Robertinho Brant produziu vários discos, dentre eles Amor Certinho de Roberto Guimarães, Singular de Chico Amaral, Pedra da Lua de Carla Villar, Tempo Quente de Marina Machado, Um Gosto de Sol de Eugénia Melo e Castro, LOA de Vander Lee, entre outros.
Em 2008 lançou seu segundo álbum solo intitulado Filme Imaginário, produzido e arranjado por ele.
Em 2009, sua música Far From the Sea foi gravada por Bebel Gilberto no álbum All in One.
Em 2012, foi lançado o disco Far From the Sea feito para o mercado internacional com músicas inéditas em inglês e espanhol. O álbum foi o primeiro do projeto Midnight Mountain em parceria com a cantora Paula Santoro.
Desde 2014 trabalhou na produção do disco Vendedor de Sonhos, um tributo a Fernando Brant lançado no fim de 2019. O álbum contou com 20 músicas do compositor com seus parceiros de Clube da Esquina, interpretadas por Milton Nascimento, Lô Borges, Beto Guedes, Toninho Horta, Tavinho Moura, Flávio Venturini, Tadeu Franco, Boca Livre, Djavan, Joyce Moreno, Zé Renato, Dori Caymmi, Fernanda Takai, Samuel Rosa, Vander Lee, Marina Machado, Paula Santoro, Seu Jorge, Mônica Salmaso, Roberta Sá e Nina Becker.
Em 2020 lançou seu terceiro álbum solo independente O Ar Pelo Avesso, com produção e arranjos próprios.

## Discografia

### Autoral
- Lugares (Quilombo Música, 1994)
- Filme Imaginário (Sonhos & Sons, 2008)
- Far From the Sea, de Midnight Mountain (Independente, 2012)
- O Ar Pelo Avesso (Independente, 2020)

### Produtor
- Renascimento, de UZ22 (Malandro Records, 1998)
- Amor Certinho, de Roberto Guimarães (Independente, 2003)
- Armazen, de Armazen (Independente, 2004)
- Singular, de Chico Amaral (Independente, 2007)
- Pedra da Lua - Carla Villar canta Toninho Horta, de Carla Villar (Sonhos & Sons, 2008)
- Tempo Quente, de Marina Machado (EMI, 2008)
- Saudade de Mim, de Roberto Guimarães (Independente, 2009)
- Um Gosto de Sol, de Eugénia Melo e Castro (Selo SESC, 2011)
- Choro de Mar, de Gabriel Rocha (Independente, 2011)
- LOA, de Vander Lee (ONErpm, 2014)
- De Todos os Futuros, de Oleives (Independente, 2015)
- Venerando Pagã, de Itamar Brant (Independente, 2017)
- Em Um Segundo, de Rodrigo Moreira (Independente, 2017)
- Valsa dos Pássaros, de Gabriel Rocha (Independente, 2018)
- Remanso de Rio Largo, de Celso Adolfo (Independente, 2019)
- Vendedor de Sonhos, de Fernando Brant (Biscoito Fino, 2019)